# Резня в Широкой Куле
Резня в Широкой Куле (хорв. Pokolj u Širokoj Kuli) — массовое убийство 40 хорватских гражданских жителей сербскими войсками с 13 по 21 октября 1991 года в деревне Широка-Кула недалеко Госпича в Хорватии. Тринадцать человек были привлечены к ответственности и предстали перед судом по этому преступлению, четыре были заочно приговорены в Белграде. Остальных судили и приговорили заочно в Госпиче. Памятник жертвам расправы был построен в селе в 2003 году.